# Strijkmolen
Een strijkmolen is een poldermolen met een zeer geringe opvoerhoogte, die het water als het ware "wegstrijkt" van de ene naar de andere boezem; de molen heeft zelf geen functie als poldermolen, hoewel de constructie ervan gelijk is. In feite is het een boezemgemaal. De term "strijkmolen" werd alleen in Noord-Holland gebruikt.
Alle strijkmolens bemaalden de Schermerboezem; er stonden oorspronkelijk veertien stuks. Toen in 1941 de waterhuishouding daarvan werd veranderd, verloren de op dat moment nog bestaande strijkmolens hun functie. Acht van deze bestaan nog steeds.
De strijkmolens zijn/waren:
- Strijkmolen A in Oudorp (verdwenen)
- Strijkmolen B in Oudorp
- Strijkmolen C in Oudorp
- Strijkmolen D in Oudorp
- Strijkmolen E in Oudorp
- Strijkmolen Geestmerambacht in Oudorp: zie Ambachtsmolen
- Strijkmolen H in Rustenburg (verdwenen)
- Strijkmolen I in Rustenburg
- Strijkmolen K in Rustenburg
- Strijkmolen L in Rustenburg

Daarnaast was er een zesde strijkmolen aan de Molenkade in Oudorp, die al snel verbrandde (in 1688) en nooit meer werd herbouwd. Drie strijkmolens achter Oudorp werden in 1941 afgebroken.